# المركز الإسلامي الثقافي في إسبانيا
المركز الإسلامي الثقافي في إسبانيا، (بالإنجليزية: Islamic Cultural Center of Spain)‏، (بالإسبانية: Centro Cultural Islámico de España)‏ أنشئ في مدريد، عام 1992. في عهد الملك فهد بن عبد العزيز آل سعود، ووضع لبناته الأولى صاحب السمو الملكي الأمير سلمان بن عبد العزيز آل سعود أمير منطقة الرياض (آنذاك) والعاهل الإسباني الملك خوان كارلوس الأول. يقدم الدعوة إلى الدين الإسلامي الحنيف وبيان محاسنه ومحامده، وإقامة شعائره اليومية وتوعية المسلمين الجدد وتوزيع الكتب والمطويات التوعوية والتعريفية، التي من شأنها رفع الحس الديني وتصحيح الأخطاء العقدية ودعوة غير المسلمين من عامة الشعب الإسباني. كما يقدم المركز أنشطة اجتماعية وإعلامية تهدف إلى تكوين العلاقات مع الإعلام الإسباني والمشاركة في الحوارات وتنظيم المشاركات الدعوية وزيارة الطلاب والعلماء من مختلف دول العالم.

## التصميم والمساحة
تم تصميم المركز على أحدث طراز معماري فريد، بساحات واسعة، وموقع متميز، وإطلالة جميلة جعلت منه مشعل نور في مدينة مدريد ومنبر ثقافة تتجه له الأنظار وتسلط عليه الأضواء. وقد أقيم على أرض تصل مساحتها إلى نحو (13)ألف متر مربع منحتها الحكومة الإسبانية في أواخر الثمانينيات لصالح رابطة العالم الإسلامي وبتمويل ودعم من الحكومة السعودية خدمة منها للإسلام والمسلمين في مملكة إسبانيا وأوروبا.

## مهام المركز
يقوم المركز الثقافي الإسلامي في مدريد منذ تأسيسه بالعديد من المهام فقد حمل على عاتقه الدعوة إلى الدين الإسلامي الحنيف وبيان محاسنه ومحامده، وإقامة شعائره اليومية وتوعية المسلمين الجدد وتوزيع الكتب والمطويات التوعوية والتعريفية، التي من شأنها رفع الحس الديني وتصحيح الأخطاء العقدية ودعوة غير المسلمين من عامة الشعب الإسباني. وتشمل أنشطة المركز الإسلامي أيضا تقديم خطبة الجمعة وخطب العيدين باللغة الإسبانية، والتعاون الوثيق مع الجامعات الإسبانية لتزويد الباحثين والطلبة بالمعلومات الحقيقية عن الإسلام والمسلمين وإرساء التعاون بين مكتبة المركز والمعاهد العلمية والجامعات الإسبانية لتزويد الباحثين والطلبة بالخدمات البحثية، بالإضافة إلى توزيع المطبوعات والكتب الإسلامية ونسخ القرآن الكريم باللغتين الإسبانية والعربية، كما يحرص المركز بصفة دورية ومستمرة على إقامة سلسلة من الندوات والمحاضرات الثقافية والأدبية التي تهم الجالية المسلمة والمهتمين بالثقافة العربية من الجمهور الإسباني.

## الأنشطة الاجتماعية
يعمل المركز في الأنشطة الاجتماعية على توفير أكبر قدر ممكن من إمداد يد العون والمساعدة والمتمثلة في تقديم إعانات للعائلات المحتاجة وكبار السن والنساء الارامل والمطلقات وتوزيع مواد غذائية على أكثر من 200 عائلة وفي رمضان تلتف حول المركز الإسلامي بمدريد مئات من المسلمين ليستفيدوا من مشروع إفطار الصائم والذي يستمر حتى نهاية شهر رمضان، كما ينظم المركز أنشطة ترفيهية وترويحية تتمثل في المسابقات المختلفة والجوائز مع تنظيم عدة دورات لألعاب الكاراتيه والتايكواندو تحت إشراف مدربين على مستوى عال.
كما يقدم المركز أنشطة اجتماعية وإعلامية تهدف إلى تكوين العلاقات مع الإعلام الإسباني والمشاركة في الحوارات وتنظيم المشاركات الدعوية وزيارة الطلاب والعلماء من مختلف دول العالم. كما يقدم المركز أنشطة ترفيهية متعددة للشباب، حيث يحوي صالة رياضية، بالإضافة إلى تنظيم المعارض المتنوعة ما يجعله مركزاً ثقافياً يلبي حاجات الإنسان المسلم. وفي شهر رمضان، تتضاعف المسئولية في المركز لما يتميز به الشهر الكريم من روحانية وخاصية فريدة تجعل الجهد الدعوي أكبر والقيام بالمسئوليات تجاه الصائمين والقائمين المتواجدين مضاعفة، فيقوم المركز بتقديم الإعانات المادية وتفطير الصائمين الذين يجدون في المركز الإسلامي ملجأً لهم يستظلون بظله ويحتمون بحماه مستمتعين بأجواء رمضانية يندر أن توجد في عواصم أوروبية. وجسدت الخدمات التي يقدمها المركز الدعم الذي تقدمه الحكومة السعودية وجعلت منه مفخرة المسلمين في القارة الأوروبية وأحد أهم المراكز الإسلامية الثقافية في العالم، حيث دأب الإعلام الإسباني بمختلف وسائله على تغطية نشاطات المركز، وإبرازها ومن ذلك أيضاً الاهتمام بالنشاطات التي تتم في شهر رمضان التي تدل على وحدة المسلمين في جو تملأه الروحانية والبهجة.

## مناشط ثقافية
شهد المركز الثقافي الإسلامي في مدريد خلال شهر رمضان مناشط ثقافية واجتماعية وخيرية متنوعة تحظى بإقبال كبير من الجاليات المسلمة في إسبانيا حيث تحول إلى ملتقى لأبناء الجاليات المسلمة هناك والطلبة السعوديين المبتعثين والمواطنين المقيمين هناك، للاستفادة من البرامج والأنشطة المختلفة التي يقيمها ويشرف عليها المركز الذي يعد من أكبر المؤسسات الثقافية الإسلامية في أوروبا، إذ يحظى بمكانة مرموقة لدى المسلمين في إسبانيا والجهات الرسمية العليا في إسبانيا. وتولي حكومة السعودية، المركز الثقافي الإسلامي في مدريد كل رعاية واهتمام في سبيل رفعة الإسلام والحرص على تقوية العقيدة، حيث يعد المركز أهم مرجعية دينية في إسبانيا وجسر تواصل بين الجالية المسلمة هناك والمجتمع الإسباني. كما يعمل المركز على تعزيز نشاطاته المتنوعة خلال شهر رمضان لتلبية متطلبات الجاليات المسلمة هناك عبر العديد من البرامج والملتقيات والأنشطة الدينية والثقافية والاجتماعية والخيرية التي تقدم للرجال والسيدات من المسلمين هناك.

## النشاط النسائي
يقوم المركز بتدريس اللغة العربية للأخوات الإسبانيات وتعليم قواعد القرآن الكريم بالتجويد مع الحفظ للصغار والكبار، ودروس محو الأمية ونشاط الخياطة والفنّ، والعديد من المناشط النسائية الأخرى، كما يضم بين جنباته صالة رياضية مجهزة تجهيزاً جيداً، تعلم فيه فنون الكاراتيه للرجال، وبعض الرياضات الأخرى لأطفال وشباب الجالية العربية والإسبانية، وتقام منافسات بين المركز وعدد من النوادي الرياضية الموجودة في مدريد، وقد حصل نادي المركز على عدد من الجوائز، كما يقوم المركز بالعديد من المعارض للتعريف بالإسلام وغير ذلك. وعن حسابات المركز المالية وآلية عمله في الصرف على هذه البرامج التي يشرف عليها ومدى تأثر ذلك بعد التشديد العالمي على المراكز الإسلامية وغيرها بعد أحداث الحادي عشر من سبتمبر.
كما يحظى المركز بثقة واحترام كبير من مختلف الجهات الرسمية العليا في مملكة إسبانيا وفي المملكة العربية السعودية وغيرها من جهات معنية كما حصل على شهادة شكر وتقدير من لجنة أمريكية مختصة بعد زيارتها للمركز عام 2007 وإطلاعها على حسابات المركز منذ افتتاحه حتى الآن حيث أقرت بسلامة حساباته وصحتها، وكانت اللجنة مطمئنة لسلامة إجراءاتنا بل تمنوا تعميم تطبيق نظام المركز المحاسبي على باقي المراكز المشابهة وذلك بعد أحداث 11 سبتمبر 2001، نتيجة الاحتياطات التي يتبعها المركز في هذا الصدد والعمل المؤسسي الذي يتبعه في إدارة وتنظيم حسابات المركز حيث لم تأتيهم أي مساءلات قانونية في أي وجه من اوجه الصرف الذي يقومون عليه.

## أنشطة وخدمات
- إقامة الصّلوات وحلقات القرآن.
- استقبال الزّائرين وأصحاب الـمشاكل لحلّها والرّد على تساؤلات وسائل الإعلام.
- شرح كلّ ما يتعلّق بالشّبهات الـمُثارة ضدّ الإسلام باللّغـة الإسبـانيّة.
- القيام بإلقاء الدّروس والـمواعـظ
- إجراء عقود الزّواج والطّلاق وإشهار الإسلام وحلّ مشاكل الجالية الـمسلمة
- تلّقي وتوزيع الـمساعدات النّقديّة والعينيّة
- الإشراف على تجهيز موتى الـمسلمين وانفراد المركز بخاصية فريدة هي احتوائه على ثلاجة يحتفظ بها بموتى المسلمين.
- تقديم وجبات إفطار يوميًّا خلال شهر رمضـان وتلّقي وتوزيع زكـــاة الفطر.
- توزيع الـمصاحف والكتب الإسلاميّة.
- اختيار الأئمّة في إسبانيا لإمامة الـمصّلين.
- زيارات ميدانيّة لبعض المساجد للوقوف على احتياجـاتها.
- اختيار الـموضوعات الإسلاميّة وترجمتها إلى اللّغة الإسبانيّة وطبعها في كُتب وكتيّبات- استقبال زيارات ثقافيّة منتظمة من كافة طبقات الـمجتمع الإسباني وفتح حـوار معهم.
- متابعة ما ينشر ويُذاع في أجهزة الإعلام وإعداد تقارير عنه والرّد عليه.
- تـمثيل الـمسلمين في مؤتمـرات داخل إسبانيا وخارجها.
- الاشتراك والتّعاون مع أجهزة رسميّة ومؤسسات بلديّة وإقليميّة وغيرها.
- إعداد المعارض الدّوريّة للكتاب وذلك للإعلام عن الكتب الجديدة والحديثة.
- الـمكتبة تنقسم إلى فروع مكتبيّة تضّم: مكتبة باللّغـة العربيّة والإسبانيّة والإنجليزيّة والفرنسيّة وكذا مكتبة أطفال علميّة وقصصيّة وكذا مكتبة فيديو وكاسيت بالإضافة إلى الدّوريّات والمجلاّت العربية.
- توفير مدرسة لتعليم الخياطة هي في الوقت نفسه منتدى نسائيًّا.
- توفير أماكن اجتماعيّة لتقديم خدمات طعامٍ وسلعٍ حلال للـمسلمين داخل الـمطعم والـمقهى بالـمبنى لخدمة أبناء الجالية.